# اوه سونگ-هون
اوه سونگ-هون (کره‌ای: 오승훈؛ زادهٔ ۱۱ فوریه ۱۹۹۱) بازیگر و مدل اهل کره جنوبی است. او به خاطر ایفای نقش در فیلم متد (۲۰۱۷) مورد تحسین قرار گرفت. او همچنین به خاطر ایفای نقش در مجموعه تلویزیونی سال ۲۰۱۷ به نام متهم بی‌گناه نیز شناخته می‌شود.

## فیلم‌شناسی

### فیلم
| سال  | عنوان فارسی | عنوان اصلی | نقش      | توضیحات      |
| ---- | ----------- | ---------- | -------- | ------------ |
| ۲۰۱۷ | متد         | 메소드     | یونگ-وو  |              |
| ۲۰۱۸ | بیچاره‌ها    | 괴물들     | سانگ-چول |              |
| ۲۰۲۰ | عدالت زیاد  | 공수도     | جونگ-گو  |              |
| ن/م  | اعتقاد ۲    | 독전۲      | یونگ-راک | فیلم نتفلیکس |

### مجموعه‌های تلویزیونی
| سال  | عنوان فارسی          | عنوان اصلی              | نقش          |
| ---- | -------------------- | ----------------------- | ------------ |
| ۲۰۱۷ | متهم بی‌گناه          | 피고인                  | کیم-سوک      |
| ۲۰۱۷ | اوه مرموز            | 의문의 일승             | گی میون-جونگ |
| ۲۰۱۹ | آیتم                 | 아이템                  | سو یو-هان    |
| ۲۰۲۰ | درام ویژه: دختر مدرن | 드라마 스페셜 - 모단 걸 | جونگ-سوک     |
| ۲۰۲۲ | از میان تاریکی       | 악의 마음을 읽는 자들   | جو کانگ-مو   |
| ۲۰۲۲ | قلب خونین            | 붉은 단심               | هه-گانگ      |